# Jänissaari (ö i Finland, Södra Savolax, S:t Michel, lat 61,81, long 26,84)
Jänissaari är en ö i Finland. Den ligger i sjön Puula och i kommunen Sankt Michel i den ekonomiska regionen  S:t Michel och landskapet Södra Savolax, i den södra delen av landet, 210 km nordost om huvudstaden Helsingfors. Öns area är 5,5 hektar och dess största längd är 440 meter i nord-sydlig riktning.